# Інсула

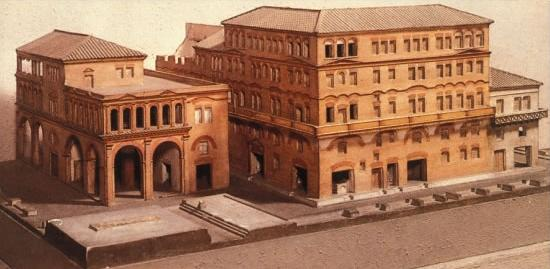
Макет інсули з давньоримського міста Остія

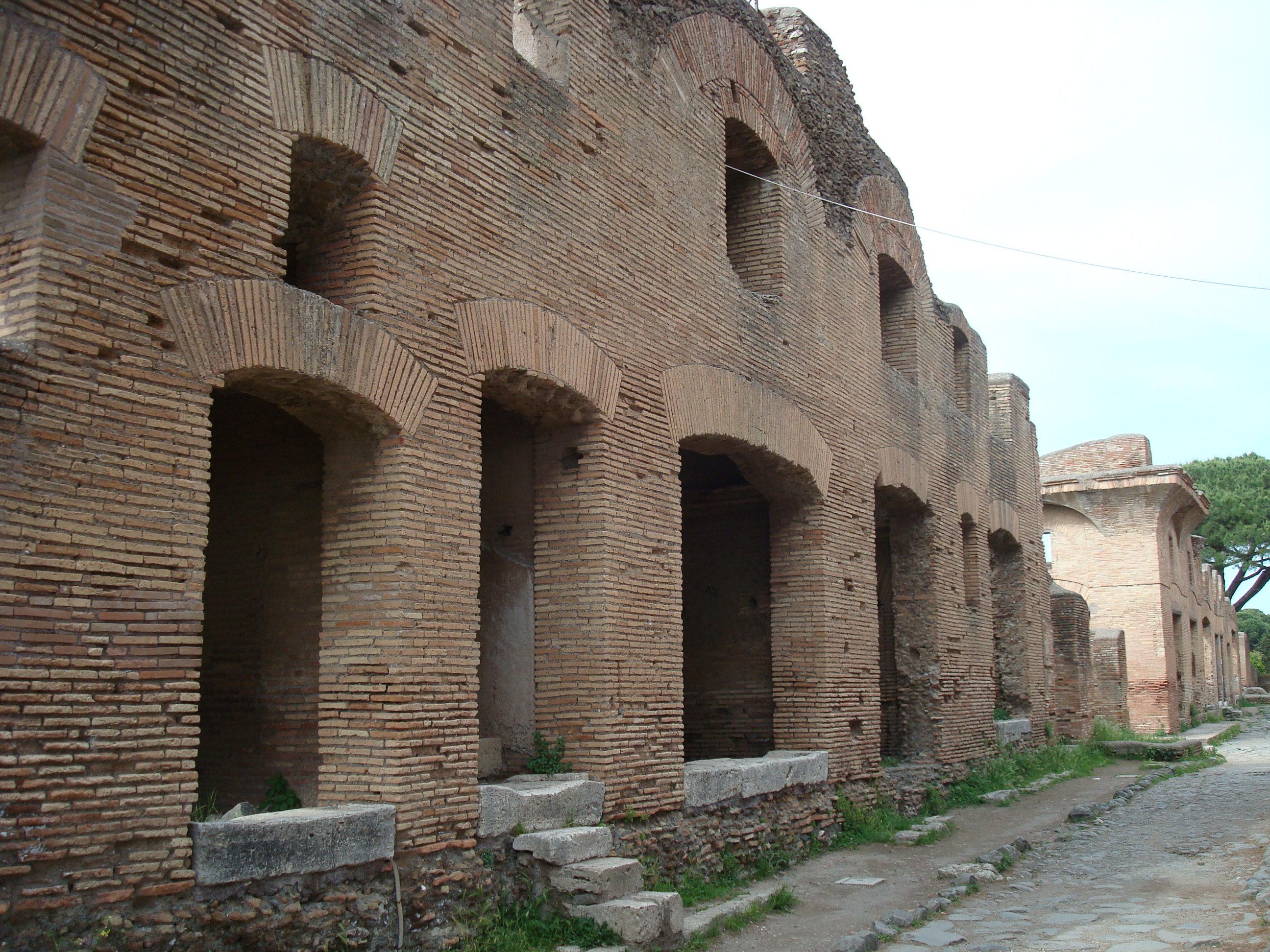
Інсула в Остія Антіка

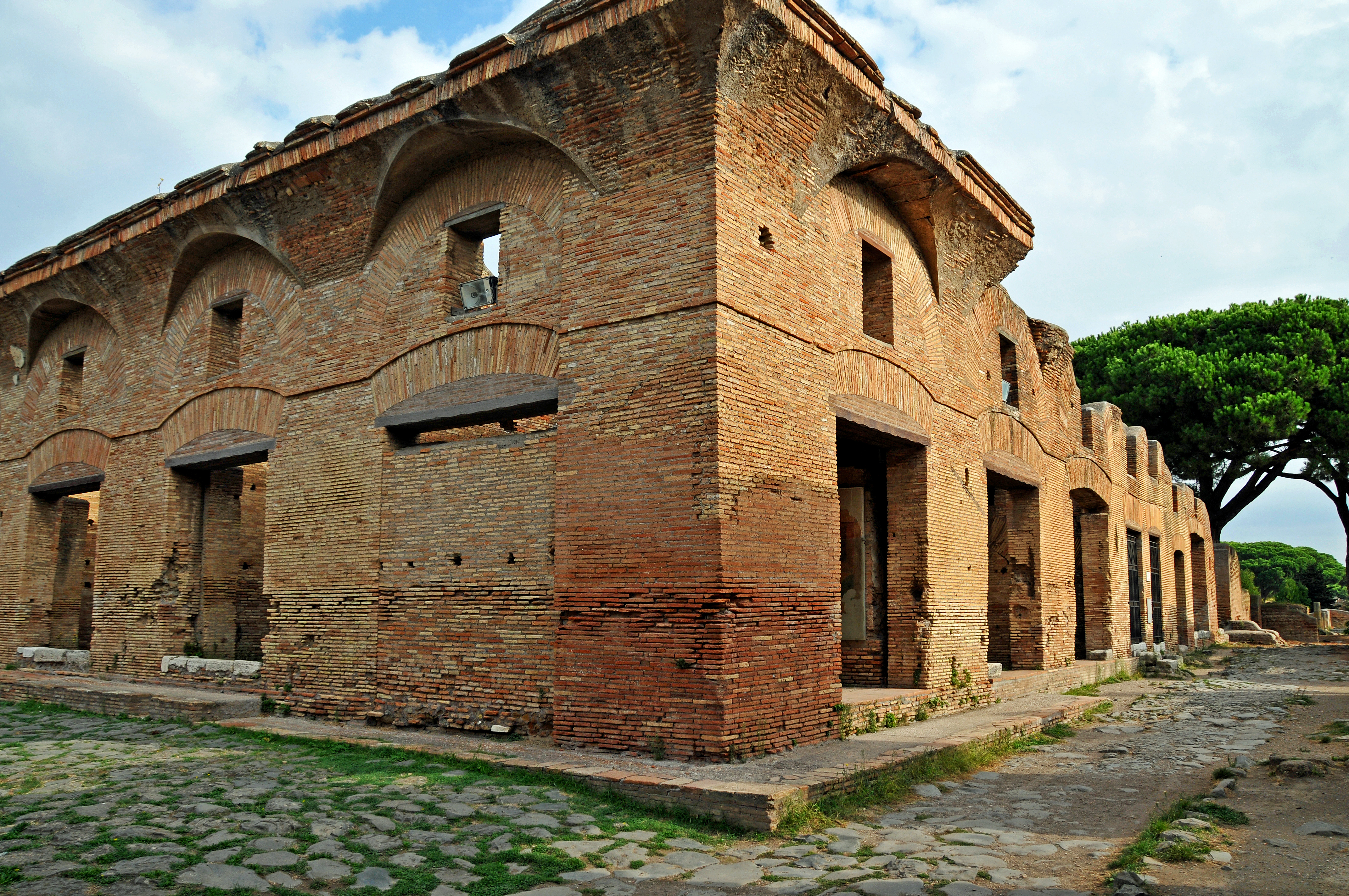
Інсула в Остія Антіка

І́нсула (лат. Insula, дос. «острів») — багатоповерховий, зазвичай цегляний, житловий будинок у Стародавньому Римі, з кімнатами або квартирами, призначеними для здачі в оренду.

## Історія
Спочатку інсула означав квартал римського міста. Згодом став означати будівлю, що займаєте такий квартал.
З'явились не пізніше III ст. до н. е. Міста Римської імперії масово забудовувались 3-5-поверховими інсулами, котрі часто були згруповані довкола одного двору, займаючи цілий квартал. Збереглися приклади інсул у римському портовому місті Остія, які датуються правлінням Траяна, але здається вони існували лише у Римі та декількох інших місцях. Зовнішні оповіді повідомляють про них, як щось незвичайне, а от Тит Лівій та Вітрувій згадують про них у Римі.
Найдешевше жило було згори, оскільки його власник у випадку пожежі не міг врятуватися та там було відсутнє водопостачання по трубах. Вікна були переважно маленькі, виходили на вулицю та були перекриті залізною решіткою. Зовнішні стіни були у «Opus Reticulatum», інтер'єри у «Opus Incertum», які потім покривали штукатуркою та деколи фарбували. Для прикрашення маленьких темних кімнат, мешканці, які могли це собі дозволити, малювали фрески на стінах. Були знайдені приклади сцен з джунглів з дикими тваринами та екзотичними рослинами. Також, щоб стіни так не стискали, на них деколи малювали імітацію вікон (тромплей).
Для еліт у Стародавньому Римі були розкішні будівлі; звичайний будинок чи квартира (у місті) плебея мали не багато розкоші. Домус (резиденція на одну родину) у Римі була доступна тільки досить забезпеченим, і більшість з них мала форму закритого помешкання з однією чи двома кімнатами. У 312—315 рр.н. е. У Римі налічувалось 1781 домус та 44 850 інсул (у значенні квартир).
Значення слова «інсула» були предметом значної суперечки істориків давньоримської культури. Інсула була словом для опису квартирних будинків або самих квартир, чи навіть жилих кімнат, демонструючи, наскільки малими за площею були квартири для плебеїв. Місто спочатку ділилося на квартали, а потім на ще менші мікроквартали, і слово «інсула» стосувалось і кварталів і мікрокварталів. Інсула містила ценакули, таберни, складські кімнати під сходами та крамниці на нижніх. Ценакула — це був ще один тип житла для плебеїв, квартира, поділена на три окремі кімнати — кубікулум, екседру та медіанум. Типові римські квартири були набором менших та більших структур, часто з вузькими балконами, призначення яких є загадкою для істориків, оскільки на них не має виходу; у квартирах не було надмірних прикрас чи демонстрацій розкоші, як у будинках аристократії. Вважається, що у домах і квартирах проводилось небагато вільного часу, оскільки він присвячувався суспільним заняттям, напр. відвідуванням терм.